# パフォス考古学公園

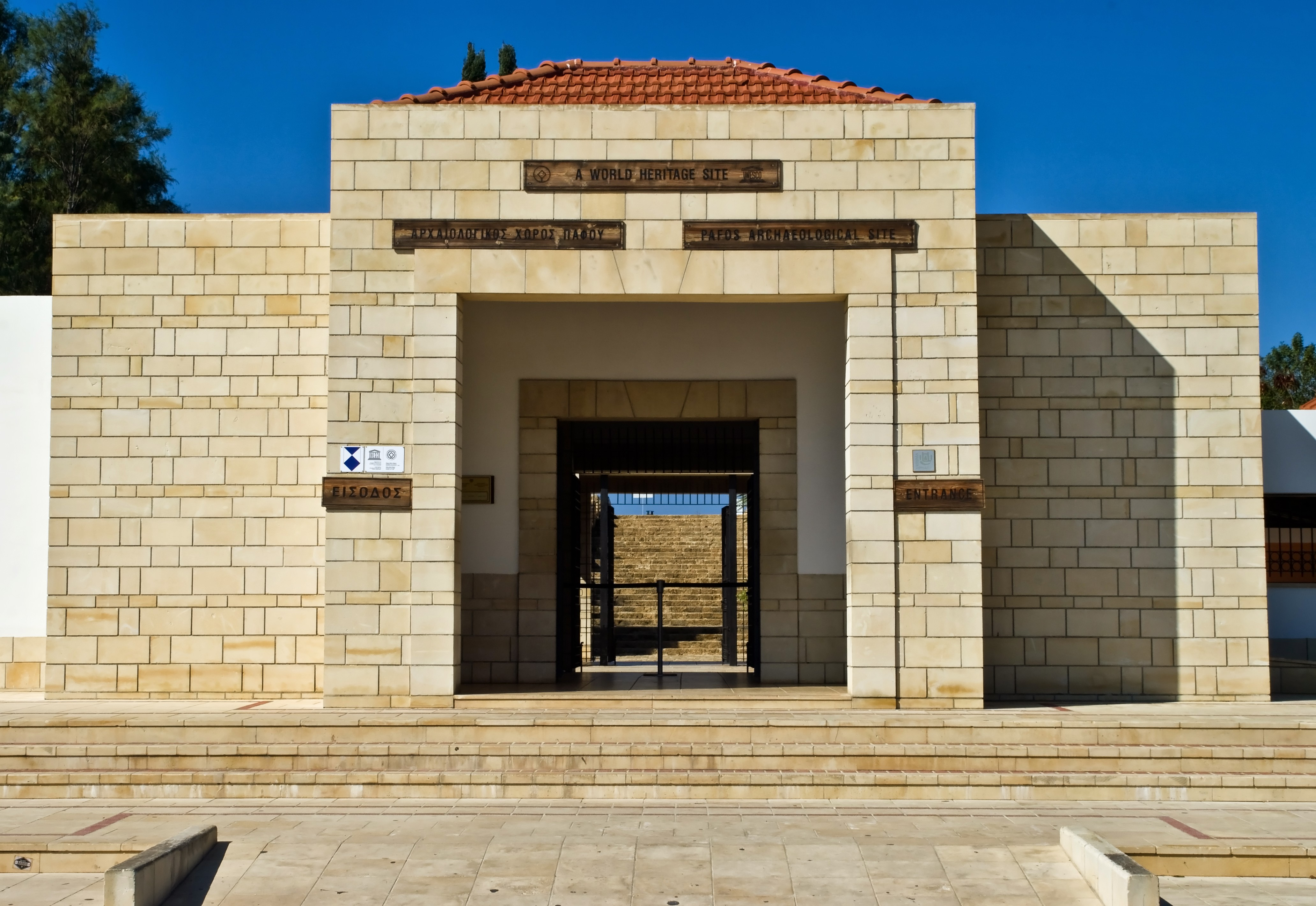
考古学公園 入口ゲート

パフォス考古学公園（ギリシア語: Αρχαιολογικό Πάρκο Πάφου，英語: Paphos Archaeological Site）は、キプロス（南キプロス・ギリシャ共和国） パフォスのカト・パフォス地区にある野外博物館。
古代から中世までの遺跡が点在するネア・パフォス（Νέα Πάφος）の見所の大部分が、この考古学公園内にあり、現在も発掘が続けられている。

## 考古学公園内の遺跡等

### ディオニュソスの家
2世紀末に建てられた、中庭を中心に部屋が並ぶ2,000m2 のグレコ・ローマン期の邸宅である。うち、556m2の床がモザイクタイルで装飾されており、神話の場面やブドウの収穫、狩りなどが描かれている。入り口にはスキュラを描いたヘレニズム期のモザイクが、古代ローマ時代の建物の下から発掘されている。建物は4世紀の地震で損壊している。
- ディオニュソス
- 狩り
- アポロンとダフネ
- スキュラ

### オルフェウスの家
ディオニュソスの家に似たグレコ・ローマン期の中庭を囲んだ形の邸宅で、2世紀後半から3世紀前半にかけて建造された。獣たちに囲まれたオルフェウスを初め、ヘラクレスとネメアのライオン、馬に乗るアマゾーンのモザイクがある。

### テセウスの家
2世紀に建造、7世紀まで使われた。部屋数が100をこえる大規模な建物であるため、キプロスの行政官が暮らした邸宅だったと考えられている。3世紀後半か4世紀に作られたテセウスとミノタウロスのモザイクがもっとも古く、4世紀に作られたポセイドンとアンピトリテのモザイク、産湯をつかうアキレウスのモザイクなどがある。
- 列柱
- テセウスとミノタウロス
- 産湯を使うアキレウス

### アイオンの家
部分的に発掘が行われているが、4世紀中頃の作とされるモザイクが既に見付かっており、ディオニュソスの誕生から、レダと白鳥、カシオペイアとネレイデス、アポロンとマルシュアス、ディオニュソスの勝利などが描かれている。
- ディオニュソスの誕生
- レダ
- カシオペイア
- ネレイデス
- アポロンとマルシュアス

### アゴラ
現在では敷地の基礎部分のみが残るこの遺跡は、四方をポルティコ（列柱廊）で囲まれた広場であった。アゴラの西側にはオデオンとアスクレペイオンが隣接している。
- アゴラ
- オデオン

### サランタ・コロネス城

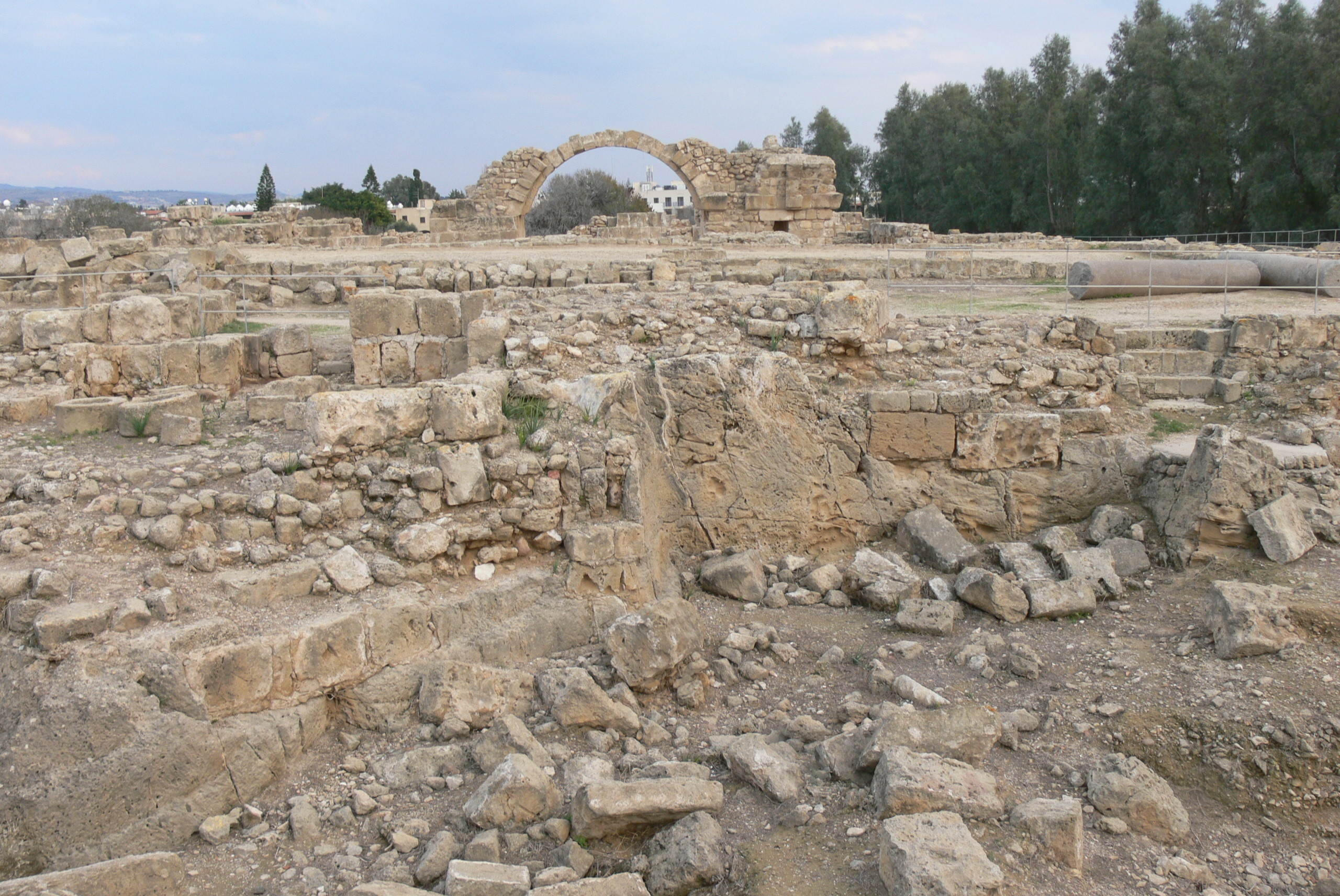
サランタ・コロネス城

7世紀にパフォス港とネアパフォスを防御するために建てられたビザンティン様式の城砦。サランタ・コロネス（Σαράντα Κολώνες）とは「40本の柱」の意であり、現在でも花崗岩製の円柱が多数転がっている。1223年、地震で崩壊した。サランタ・コロネス城の倒壊後の13世紀、500m南の港の突端にパフォス城が新たに造られた。

### パフォス灯台

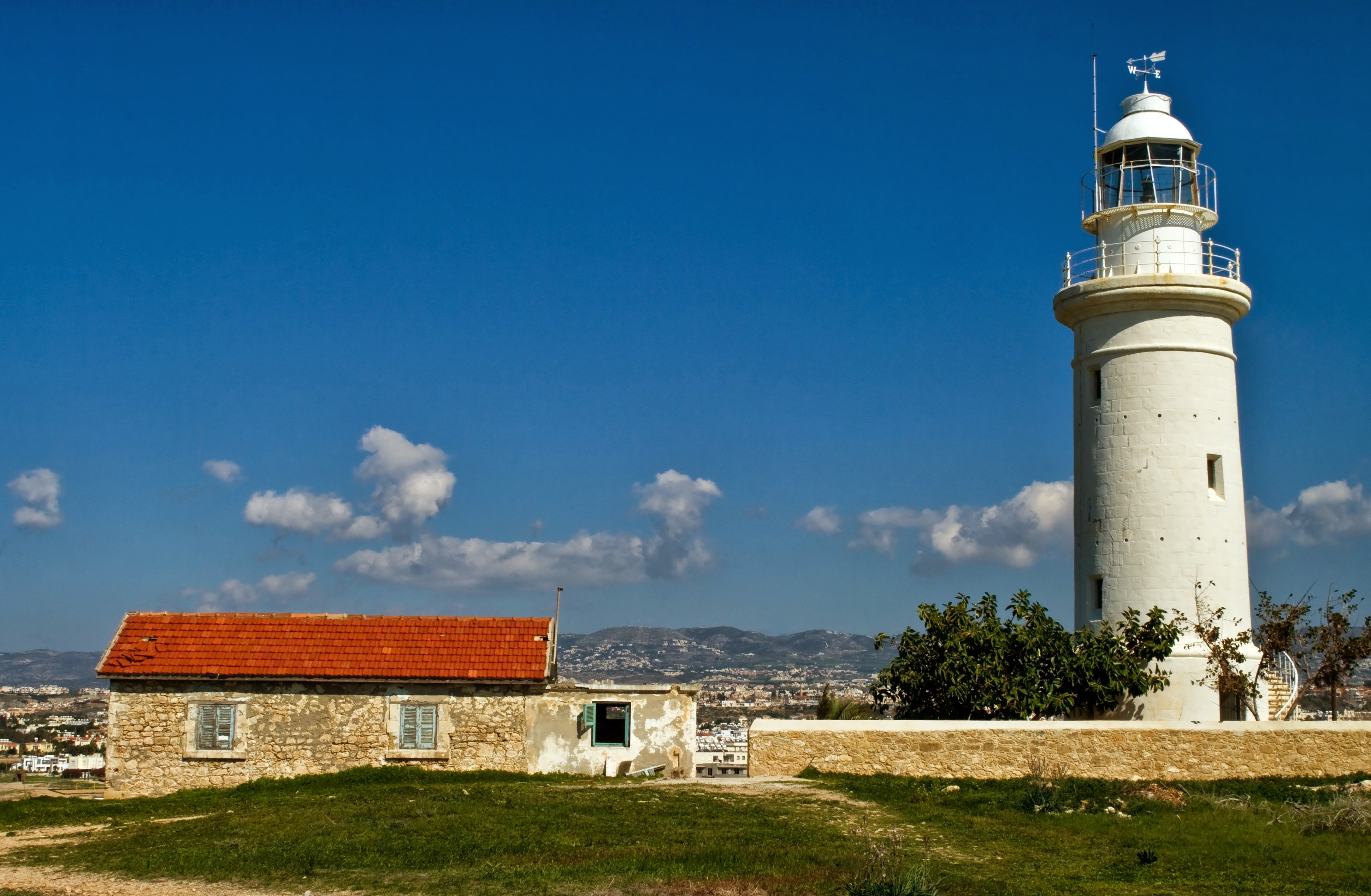
パフォス灯台

1888年に建てられた灯火標高36m（平均海面 - 灯火）、塔高20mの現役の灯台である。灯質は15秒間隔の1.5秒間の閃光である。

### パナギア・リメニオティッサ聖堂
5世紀前半に建てられたキリスト教の聖堂跡。床面はモザイクタイルで飾られている。考古学公園の入口とビジター・センターの間にあるが、有料区域外である。詳細は英語版記事Basilica of Panagia Limeniotissa参照。

### 初期のキリスト教聖堂
考古学公園北端付近に、初期のキリスト教聖堂跡と半地下構造物跡がある。

### ネア・パフォスの城壁
ネア・パフォスを囲んでいた城壁跡が考古学公園と海の間に残存している。

## 現地へのアクセス
- カト・パフォス バスターミナルの西 約300m, 港の北西に隣接